# Infatuación

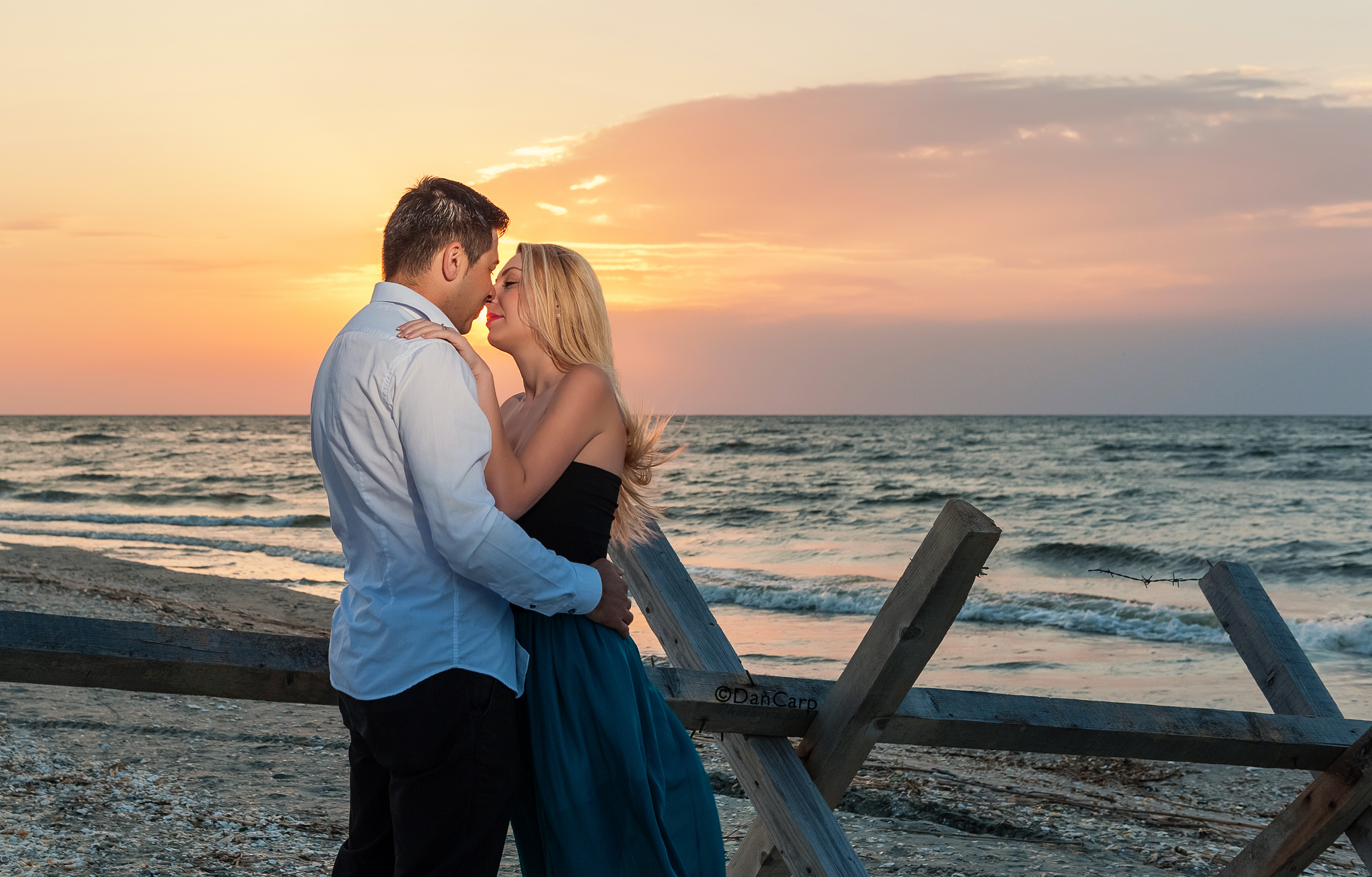
Besos intensos al atardecer en Rumanía

La infatuación (del latín infatuatio y éste de fatuus, fatuo, falto de razón o de entendimiento) se define en el ámbito anglosajón como un estado emocional caracterizado por el dejarse llevar por una pasión irracional, especialmente por un amor adictivo hacia alguien.
La infatuación está caracterizada por urgencia, intensidad, deseo sexual y/o ansiedad, donde hay una extrema absorción del uno con el otro. Se le asocia comúnmente con la juventud y denota infantilismo. La RAE considera censurable usar el término con este significado, proponiendo en su lugar el vocablo «encaprichamiento».